# Lorenzo (Nebraska)
Lorenzo es un lugar designado por el censo ubicado en el condado de Cheyenne en el estado estadounidense de Nebraska. En el Censo de 2010 tenía una población de 58 habitantes y una densidad poblacional de 3,28 personas por km².

## Geografía
Lorenzo se encuentra ubicado en las coordenadas 41°3′27″N 103°4′56″O / 41.05750, -103.08222. Según la Oficina del Censo de los Estados Unidos, Lorenzo tiene una superficie total de 17.71 km², de la cual 17.71 km² corresponden a tierra firme y (0%) 0 km² es agua.

## Demografía
Según el censo de 2010, había 58 personas residiendo en Lorenzo. La densidad de población era de 3,28 hab./km². De los 58 habitantes, Lorenzo estaba compuesto por el 100% blancos, el 0% eran afroamericanos, el 0% eran amerindios, el 0% eran asiáticos, el 0% eran isleños del Pacífico, el 0% eran de otras razas y el 0% pertenecían a dos o más razas. Del total de la población el 0% eran hispanos o latinos de cualquier raza.